# Mariatorget
Mariatorget, före 1959 Adolf Fredriks torg, är ett parkliknande torg på Södermalm i centrala Stockholm. Det är beläget mellan Hornsgatan 31 och Sankt Paulsgatan 24 och omges av två gator med samma namn som torget. 

## Historia

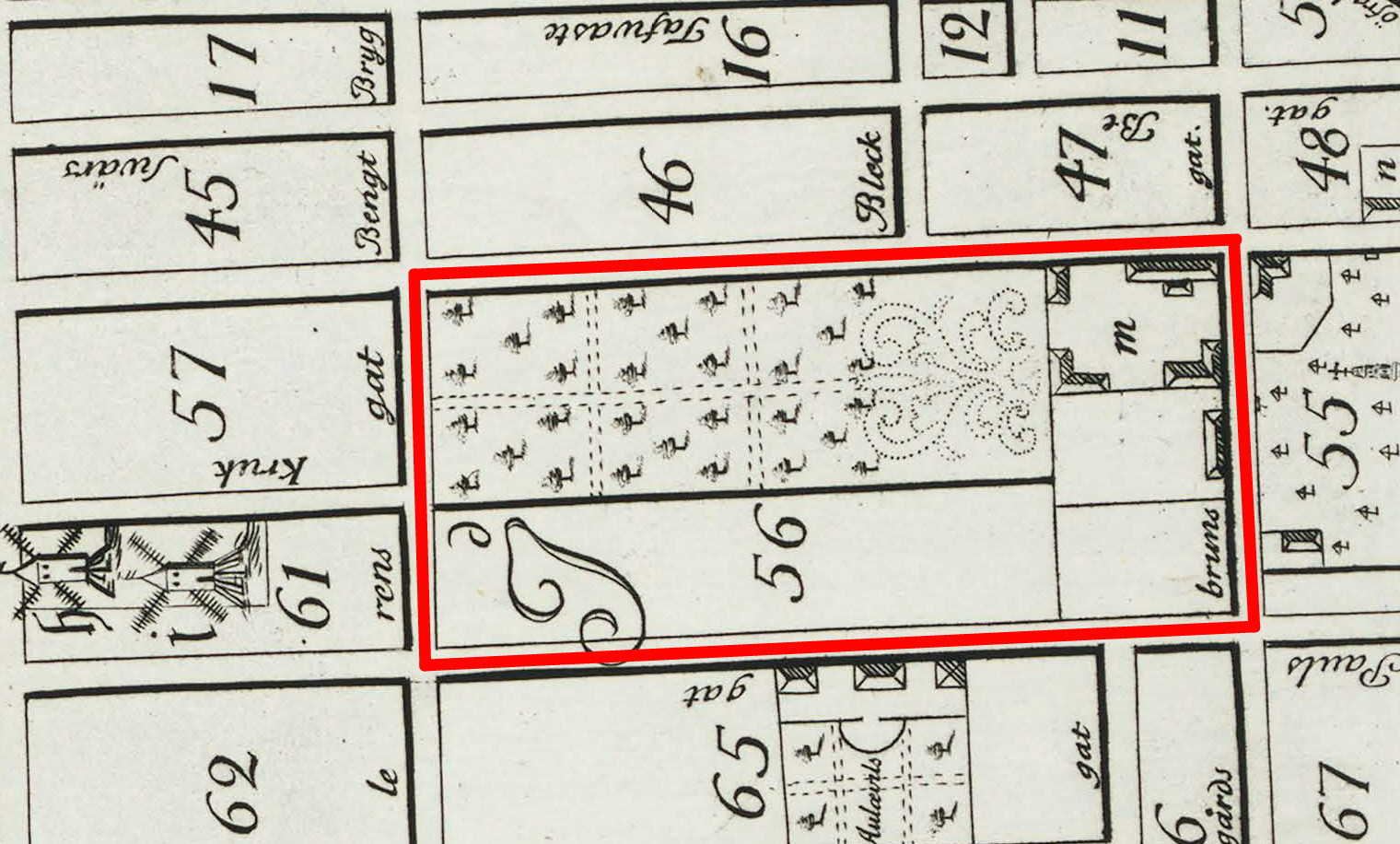
Parken på Petrus Tillaeus karta, 1733.

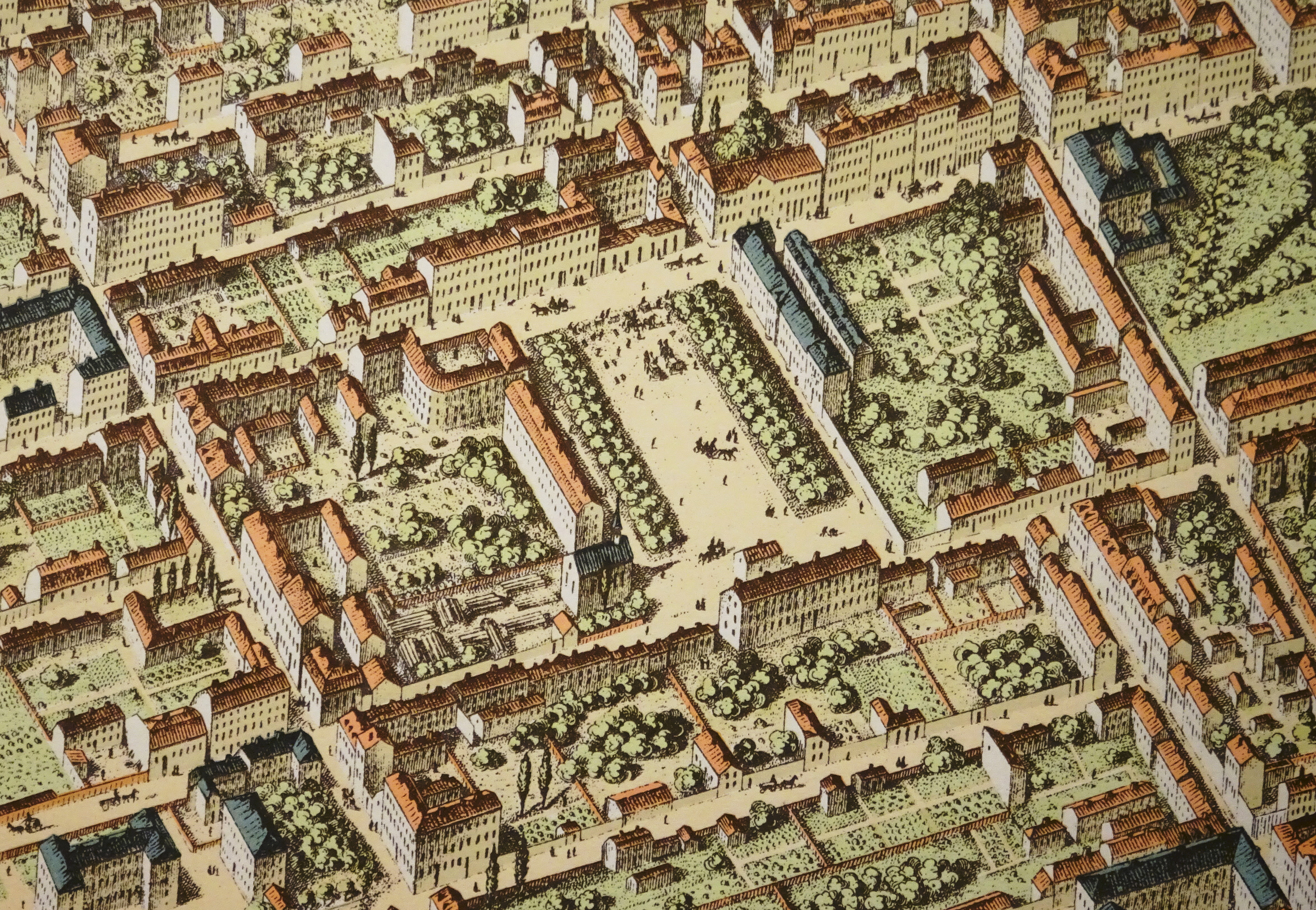
Adolf Fredriks torg på Heinrich Neuhaus panorama, 1870.

På 1600-talet, före torgets anläggande, var platsen en del av Daurerska egendomens (där Carl Michael Bellman föddes 1740) trädgårdsanläggningar, med barockträdgård och nyttoodling som var placerade mellan nuvarande Hornsgatan och Bellmansgatan. På Petrus Tillaeus karta från 1733 upptar parken större delen av kvarteret Rosendal. Torget anlades under 1759 efter den så kallade Mariabranden som brände ned över 300 gårdar i området. Denna brand var en av orsakerna till torgets tillkomst då man med den ville skapa en brandgata. Därtill fanns det före branden planer på en så kallad monumentplats. Man har även antagit att det möjligtvis var drottning Kristina som beslutade om dess anläggande under 1650-talet. Mot det talar dock att inget torg framgår på Södermalms första regleringsplan från 1641 och inte heller på tomtkartan över kvarteret Rosendal i Holms tomtbok från 1679. På 1702 års karta över Stockholm är en park redovisad här. Under 1700-talet har torget namn som Horns Torget, Horns Torg och Nya Torget wid Hornsgatan. Det senare användes på en tomtregleringskarta från mars 1764, då torget fick sin nuvarande form. Vid denna tid användes torget ibland som avrättningsplats.
År 1768 fick torget namnet Adolf Fredriks torg efter Sveriges dåvarande kung Adolf Fredrik, dock på villkor från denne att det inte skulle användas för avrättningar. Under det sena 1700-talet användes torget bland annat av Gustav III för ett av hans tornerspel 1777. Torget var även platsen där Gustav III avtackade Stockholms borgerskaps militärkårer efter deras vakttjänst i staden efter Ryska kriget 1788–1790. På 1770-talet byggdes det Sutherska huset vid torgets östra sida (dåvarande Adolf Fredriks torg nr 1). Byggnaden kom från 1811 att hysa den Philipsenska Skolinrättningen.
På 1800-talet inspirerades parken av europeiska städer och den grönska som återfanns i dessa. Åren 1875–1876 restes S:t Paulskyrkan för stadens första metodistförsamling. Under denna tid omformades delar av det dåvarande torget till park med bland annat prydnadsplanteringar och för tiden exotiska trädplanteringar med däribland paraplyalmar liksom helbladiga askar. Det var exempelvis ägaren till van der Nootska palatset, ryttmästare Wertmüller, som 1848 tog initiativ till att upprätta tre lindalléer. 1897 gestaltades Adolf Fredriks torg nu åter som en park. Den mäter 140 × 80 meter, varav parkdelen är 130 × 60 meter (0,8 hektar). I centrum av parken ligger bronsfontänen "Tors fiske" av Anders Wissler, rest 1903 efter att Wissler vunnit en pristävling. Runt fontänen finns grusgångar, planteringar och gräsmattor. I parkens södra ände står kopior av statyerna "Tjusningen" och "Snöklockan" (som var den första skulpturen i Stockholm enbart uppförd för utsmyckning, tidigare monument uppfördes i regel för att hedra personer eller händelser) av Per Hasselberg.  
I tidiga delen av 1900-talet revs merparten av byggnaderna runt torget och ersattes av nya. Fram till 1 oktober 1905 var torget ett salutorg med 32 stånd. På salutorget såldes bland annat grönsaker, frukt och på enskilda dagar även kreatur. År 1923 föreslog Namnberedningen att torget skulle byta namn till Mariatorget för att undvika förväxling med Adolf Fredriks kyrka som ligger på Norrmalm. Mellan 1956 och 1958 restaurerades parken och det så kallade Karlavägsräcket sattes upp. Namnbytet skedde dock först 1959, i samband med planerandet av tunnelbanestationen Mariatorget som kom att placeras något hundratal meter söder om torget. 1973 placerades i den norra delen av parken bysten av Emanuel Swedenborg, skapad av Gustav Nordahl. 1995 gjordes likaså mindre ombyggnationer av parken då man bland annat utökade gräsplanteringen liksom blomsterytorna.
År 2003 öppnade Hotel Rival efter en om- och tillbyggnad av tidigare Hotel Aston och biografen Rival. Biografen invigdes med en prolog av Karl Gerhard den 26 december 1937, och med filmen Kronans pärlor. 
2023 lades ett förslag fram till Södermalms stadsdelsnämnd om en restaurering av Mariatorget.

## Ljud på Mariatorget
Hösten 2012 invigdes fyra ljudverk med gömda högtalare på Mariatorget. Tre är “Ljudrum” där ljuden är hämtade från de fyra elementen - jord, eld, vatten och luft. De bildar tre avgränsade ljudområden eller ljudrum, två av dem ligger mot Hornsgatan och ett mot Sankt Paulsgatan. Det fjärde ljudverket ligger också mot Sankt Paulsgatan och kallas “Spelrum”, där gungans rörelse ger en rofylld upplevelse. Ljudverken är utformade av Björn Hellström på Konstfack tillsammans med bland annat Interaktiva Institutet,  Stockholms universitet och Trafikkontoret.

## Konstnärlig utsmyckning

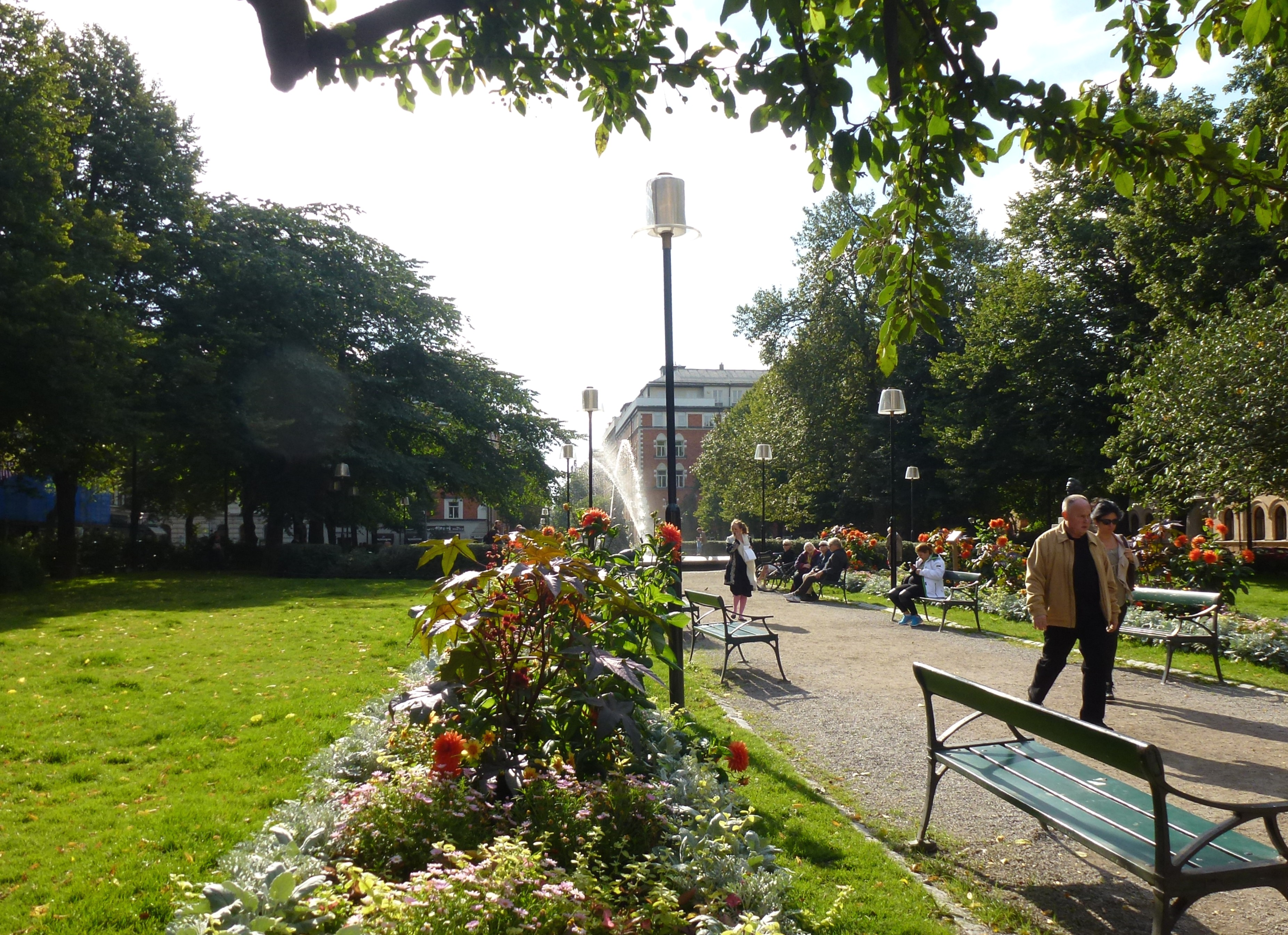
Mariatorget mot syd, september 2012.
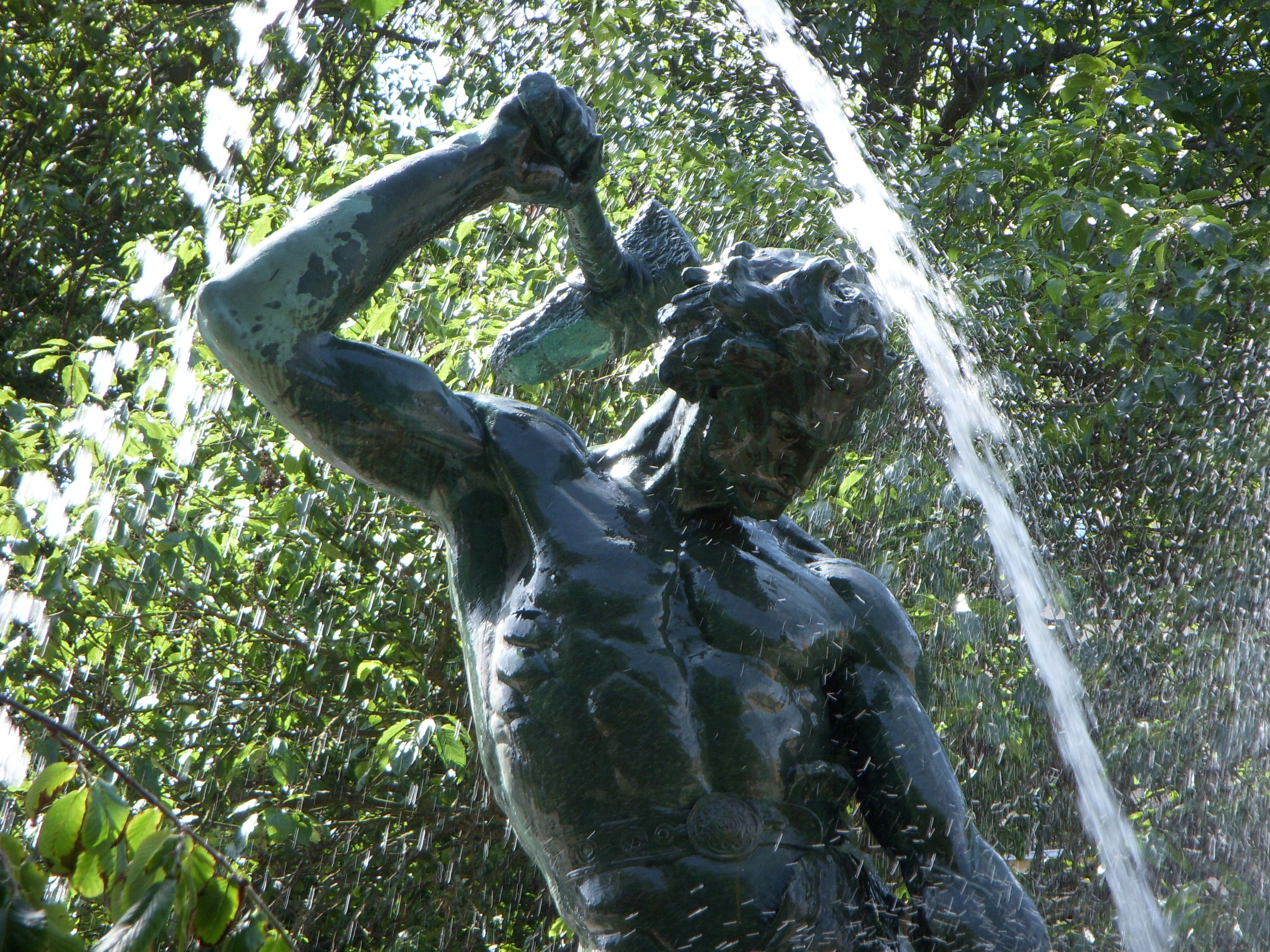
Tors fiske (detalj)
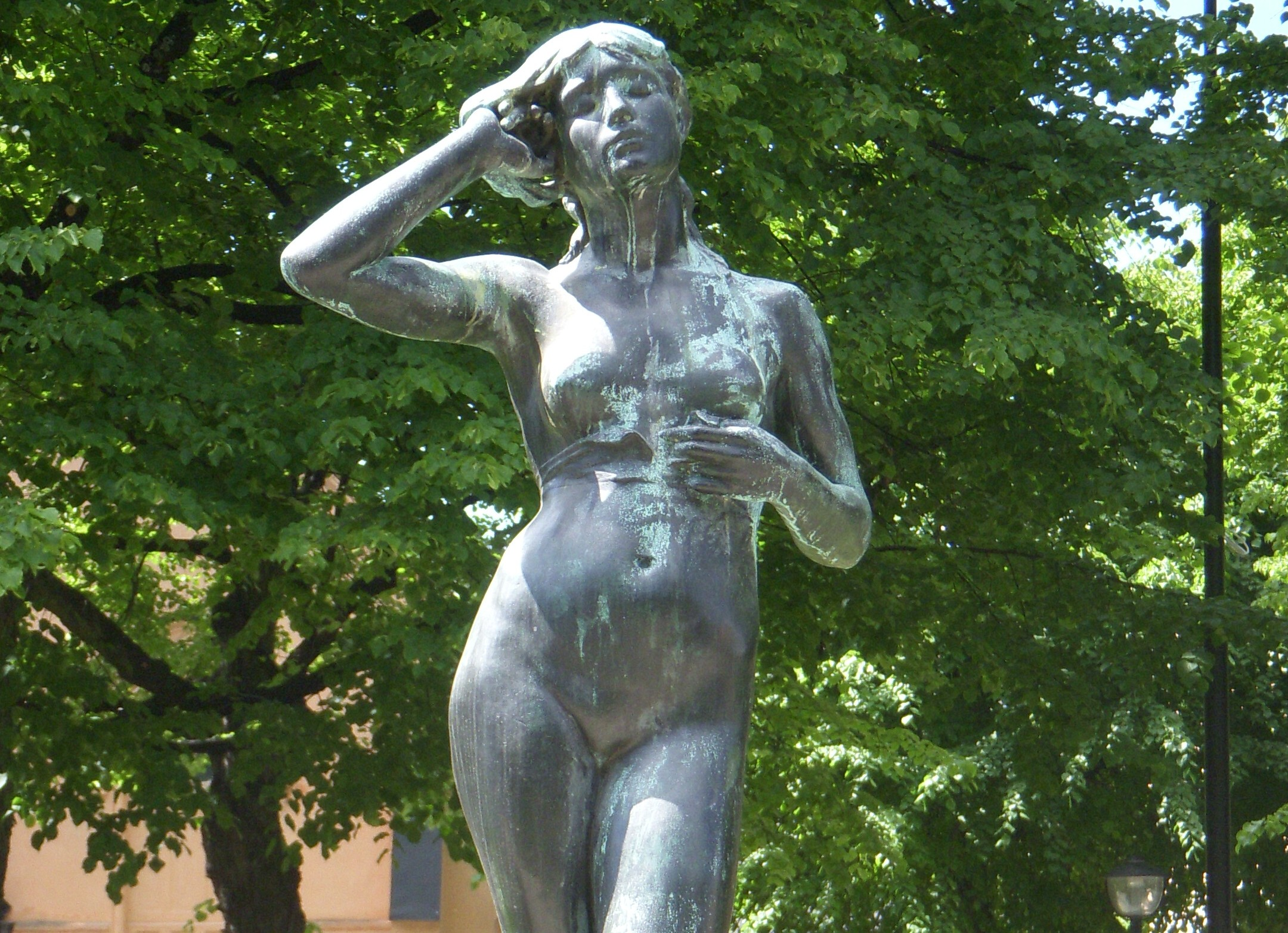
Snöklockan (detalj)
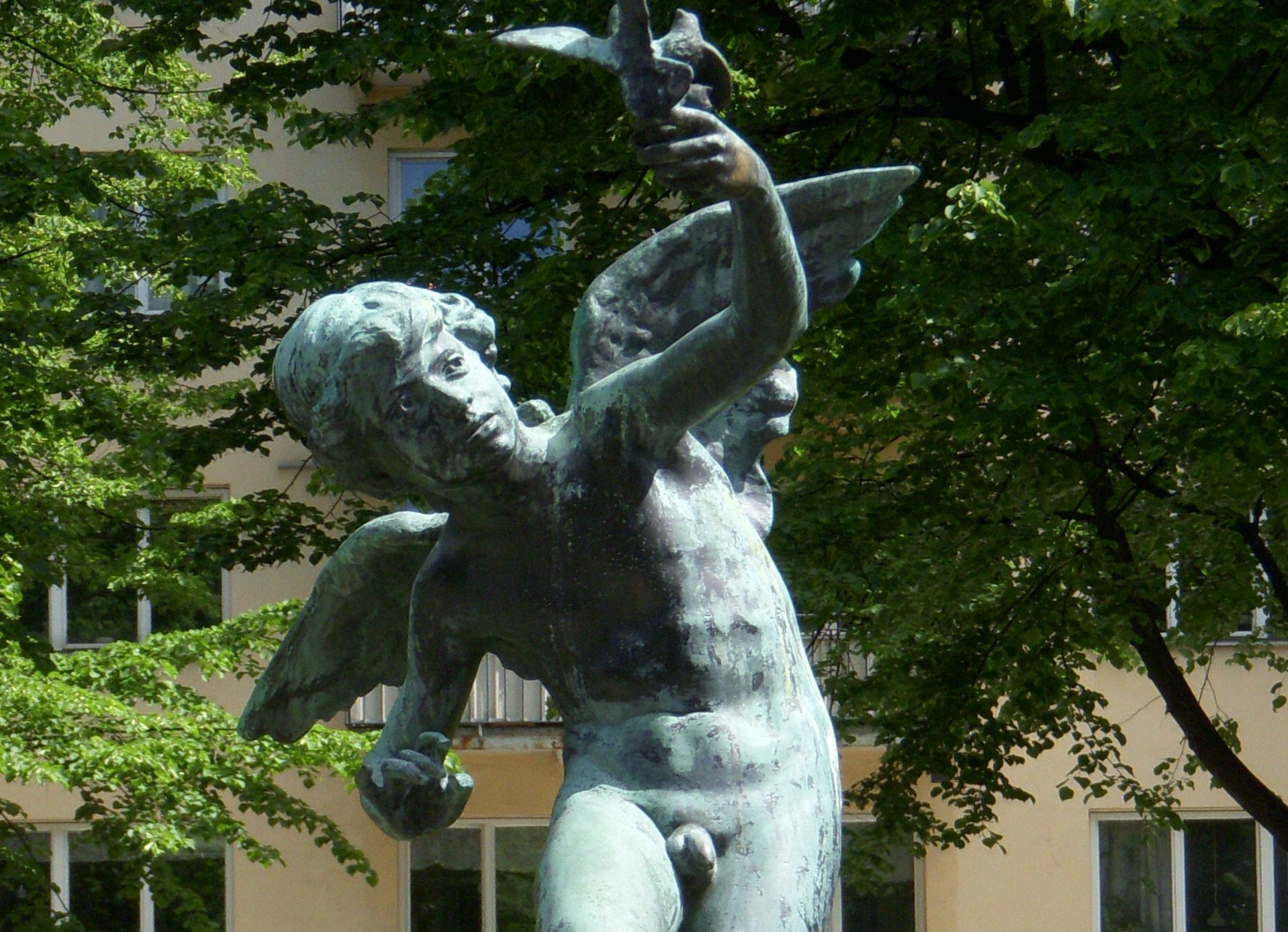
Tjusningen (detalj)
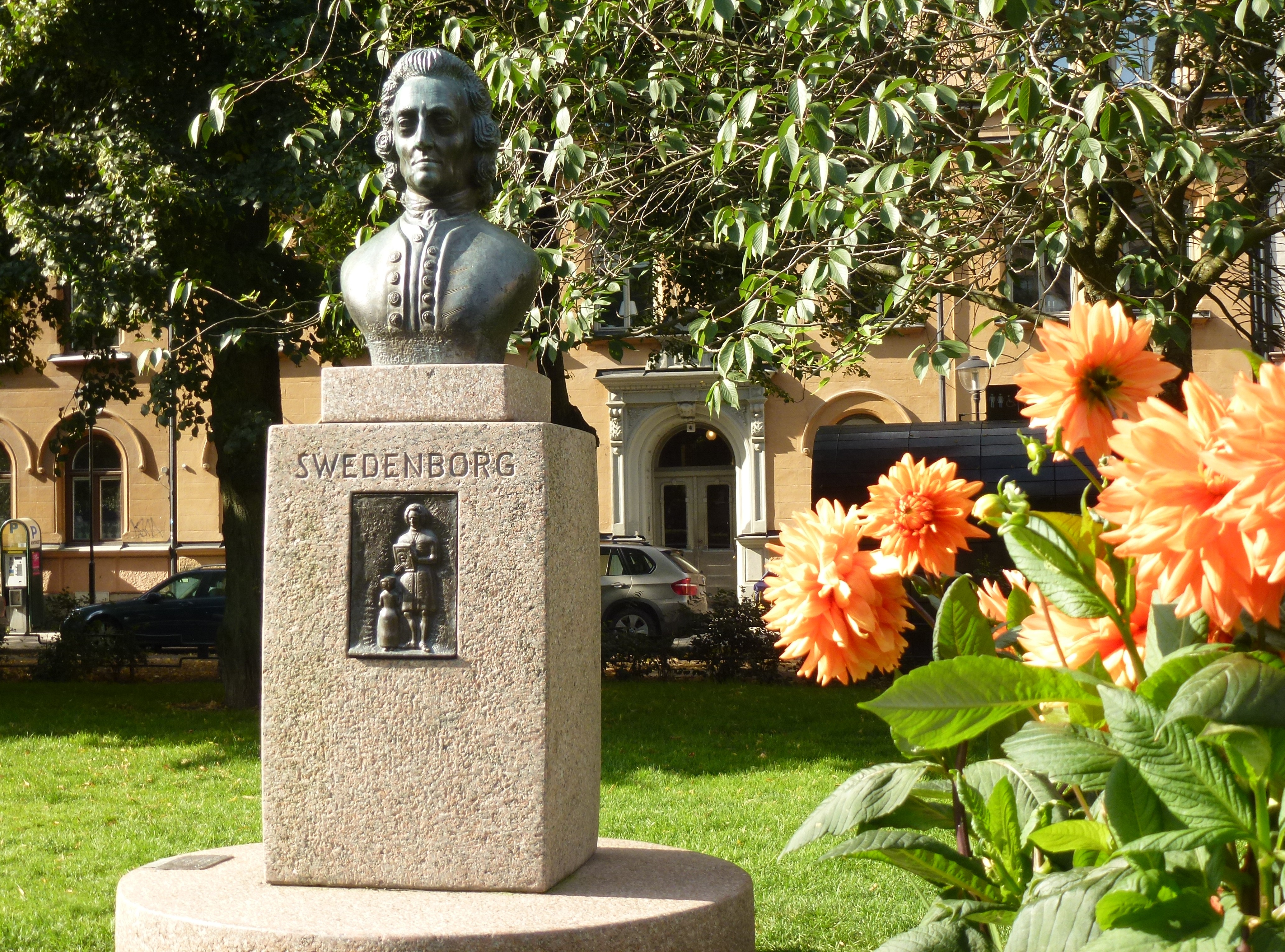
Emanuel Swedenborgs byst

## Mariatorget i kultur
I August Strindbergs och Claës Lundins bok Gamla Stockholm beskrivs Mariatorget "På en sida hade gräs, på en annan sten, och mitten bestod av en sandöken" därtill beskriver man att det i tre av hörnen låg brunnar. Parken förekommer även i barnboken Örnis Bilar av Carl Johan De Geer och Jan Lööf.